# 柏之葉校園站

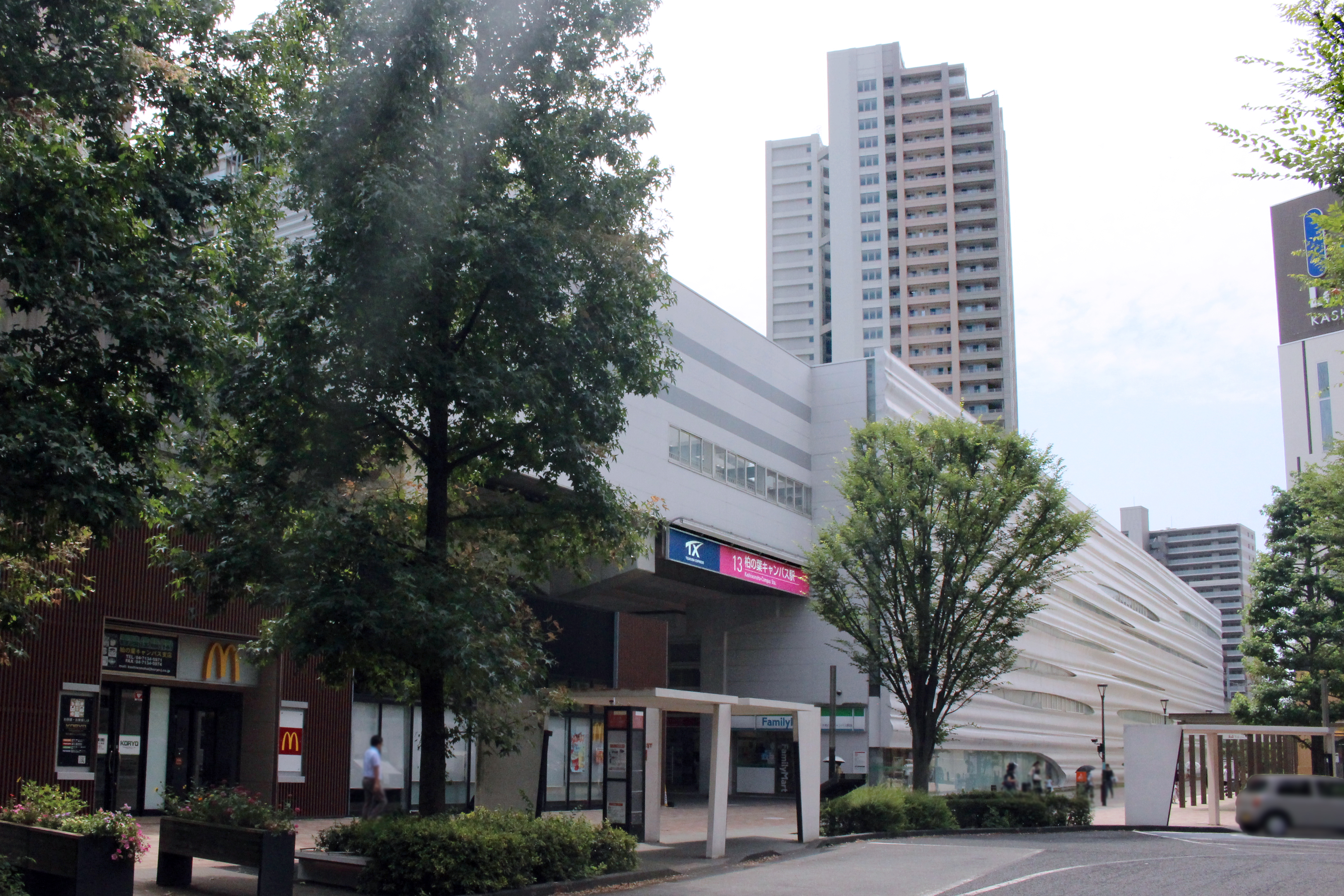
西口(2024年8月)

柏之葉校園站，或稱柏葉校園站（日语：／ Kashiwanoha-Kyanpasu eki */?）是位於日本千葉縣柏市若柴，屬於首都圈新都市鐵道筑波快線的鐵路車站。車站編號是TX13。设计师为渡边诚。

## 歷史
- 2003年（平成15年）7月23日，开始建筑施工[2]。10月8日，确定柏之葉校園（日语：柏の葉キャンパス）的命名[3]。
- 2005年（平成17年）8月24日 - 開業[4]。
- 2014年，日本首个环保型城市“柏之叶智能城市”正式启动，该智能城市由三井不动产公司以筑波快线的柏之叶校园站为中心，投资约1000亿日元[5]，建立可灵活调配太阳能发电和蓄电社区[6]，供应中心街区和商业设施的太阳能电力，以及写字楼、假日供应给商业设施，并在灾害发生时优先供电给住宅区等[7]。

## 車站結構

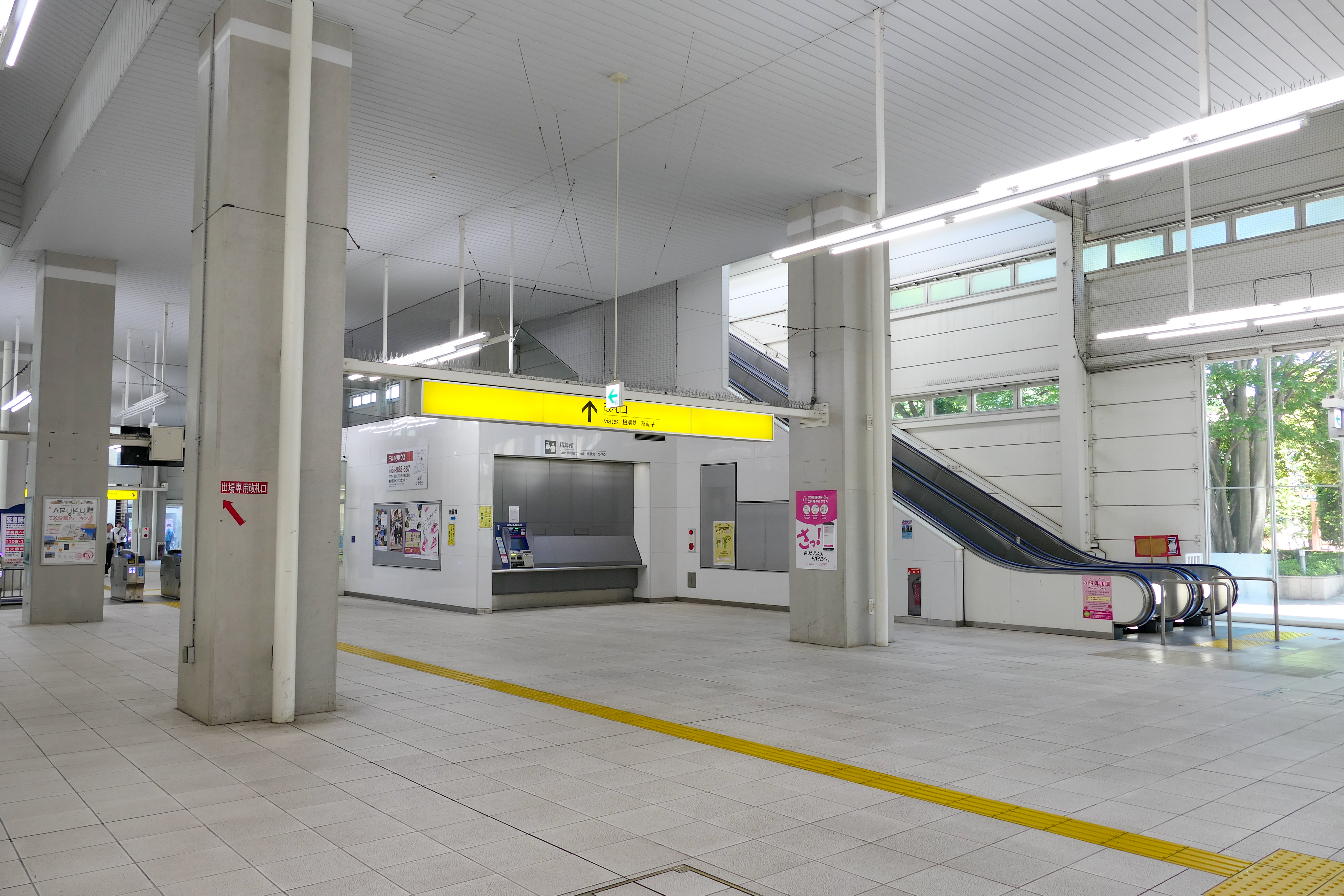
車站大廳(2023年7月)

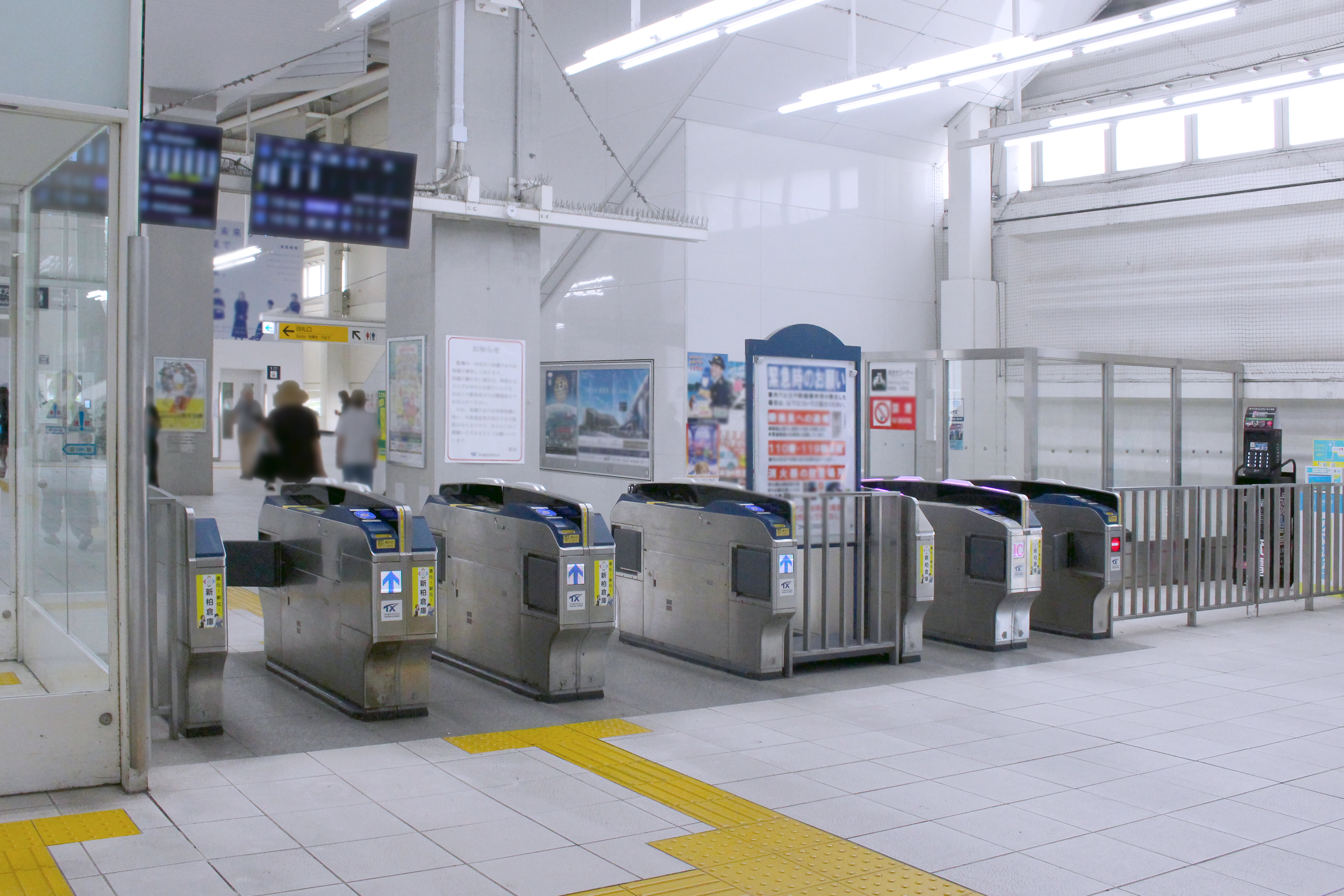
驗票口(2024年8月)

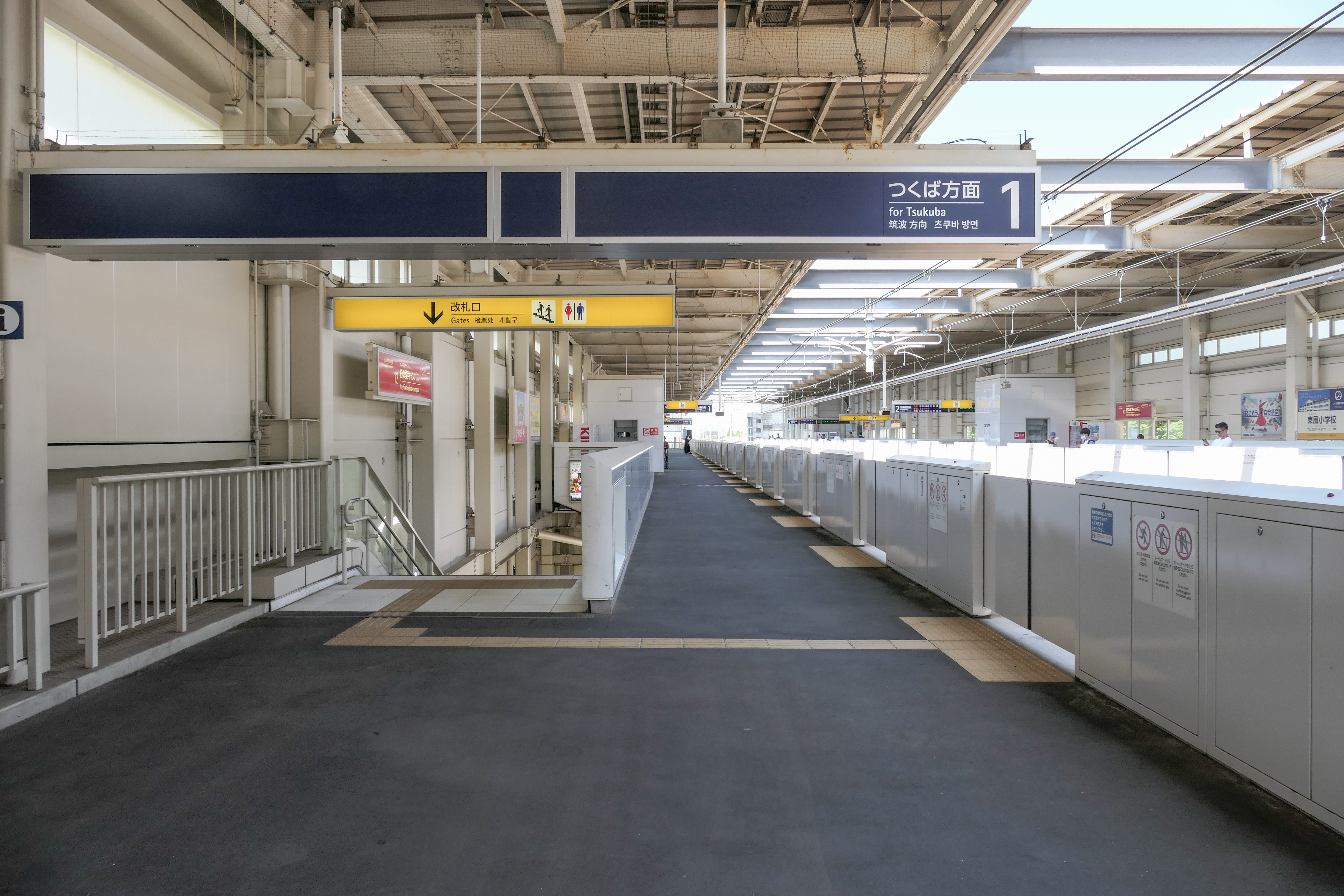
1號月台(2023年7月)

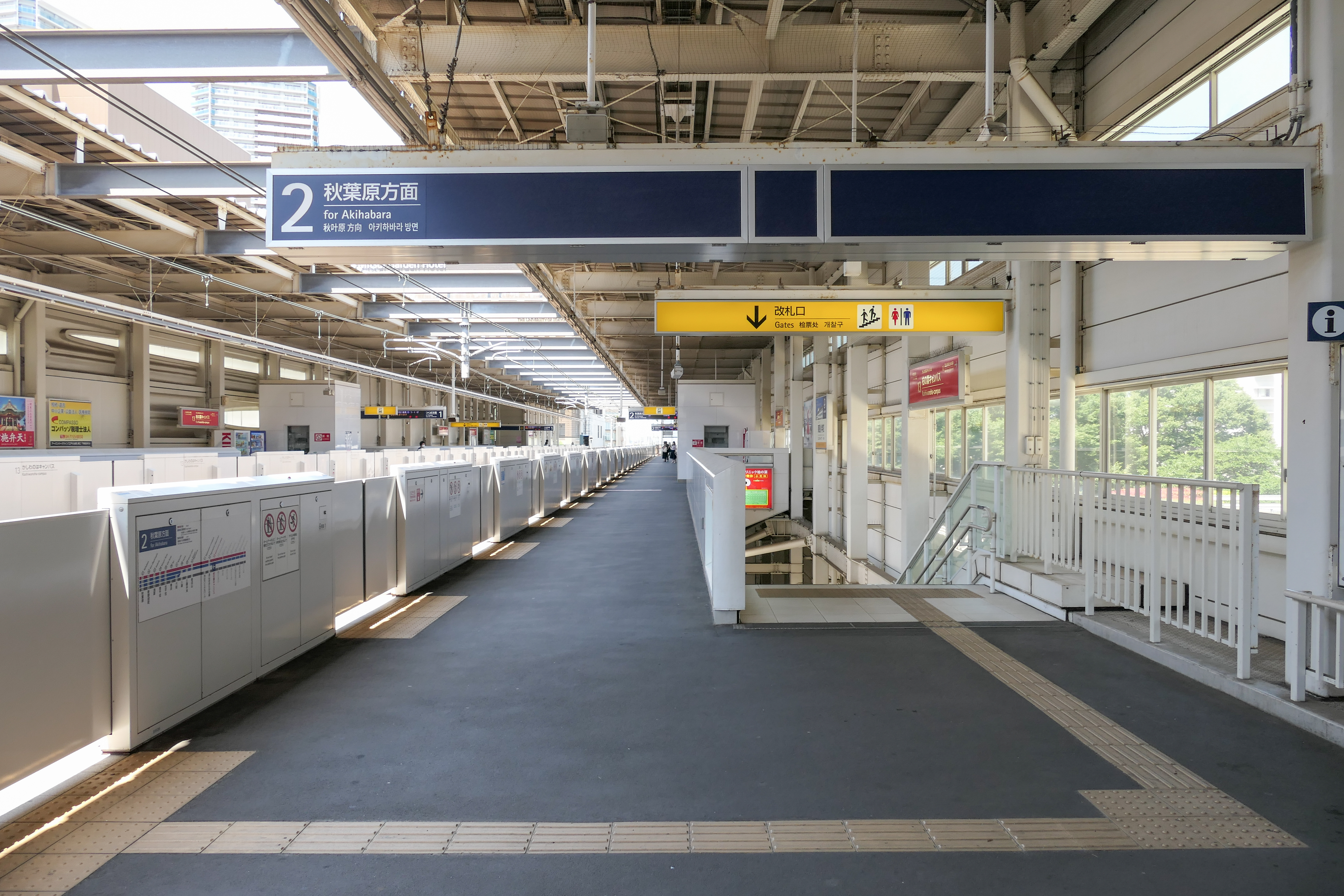
2號月台(2023年7月)

本站為對向式月台2面2線的高架車站。

### 月台配置
| 月台 | 路線     | 目的地                           |
| ---- | -------- | -------------------------------- |
| 1    | 筑波快線 | 守谷、筑波方向                   |
| 2    | 筑波快線 | 流山大鷹之森、北千住、秋葉原方向 |

## 使用情況
2016年度的1日平均上車人次為15,451人。開業以來的1日平均上車人次推移如下表。
| 年度               | 1日平均 上車人次 | 來源   |
| ------------------ | ---------------- | ------ |
| 2005年（平成17年） | 3,916            | [ 9 ]  |
| 2006年（平成18年） | 6,795            | [ 10 ] |
| 2007年（平成19年） | 9,106            | [ 11 ] |
| 2008年（平成20年） | 10,136           | [ 12 ] |
| 2009年（平成21年） | 11,010           | [ 13 ] |
| 2010年（平成22年） | 11,677           | [ 14 ] |
| 2011年（平成23年） | 12,152           | [ 15 ] |
| 2012年（平成24年） | 12,744           | [ 16 ] |
| 2013年（平成25年） | 13,974           | [ 17 ] |
| 2014年（平成26年） | 14,320           |        |
| 2015年（平成27年） | 14,996           |        |
| 2016年（平成28年） | 15,451           |        |

## 相鄰車站
首都圈新都市鐵道
 筑波快線
■快速
通過
■通勤快速、■區間快速
流山大鷹之森（TX12）－柏之葉校園（TX13）－守谷（TX15）
■普通
流山大鷹之森（TX12）－柏之葉校園（TX13）－柏田中（TX14）

## 外部連結
- 柏之葉校園站 | 車站資訊、路線圖 | 筑波快線 （页面存档备份，存于）